# Kobeleaciok, Kremenciuk
Kobeleaciok (în ucraineană Кобелячок) este localitatea de reședință a comunei Kobeleaciok din raionul Kremenciuk, regiunea Poltava, Ucraina.

## Demografie
Componența lingvistică a localității Kobeleaciok
     Ucraineană (98,04%)
     Rusă (1,96%)
Conform recensământului din 2001, majoritatea populației localității Kobeleaciok era vorbitoare de ucraineană (98,04%), existând în minoritate și vorbitori de rusă (1,96%).